# Denticollis linearis
Denticollis linearis är en skalbaggsart som först beskrevs av Carl von Linné 1758.  Denticollis linearis ingår i släktet Denticollis, och familjen knäppare. Arten är reproducerande i Sverige.

## Bildgalleri

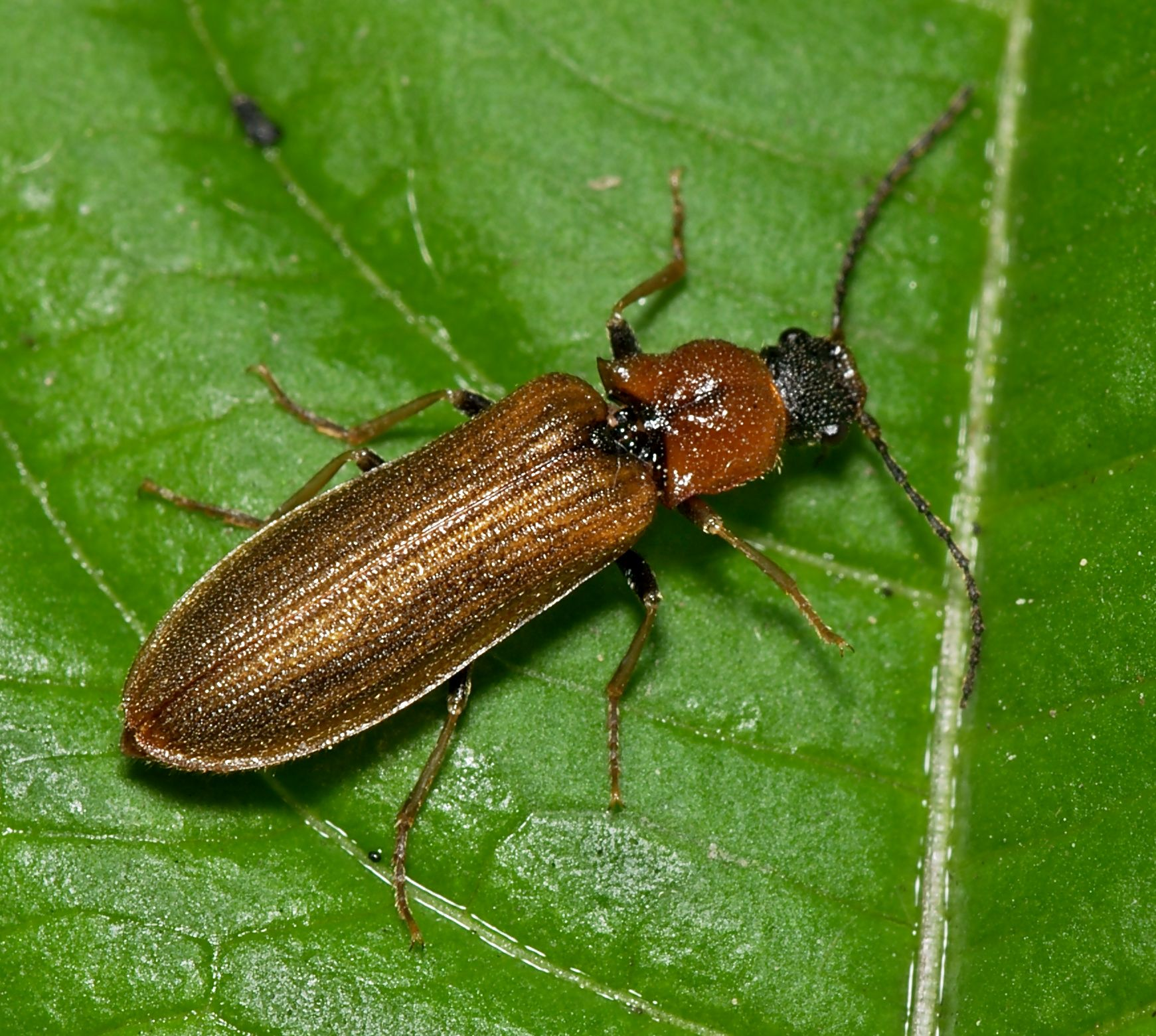
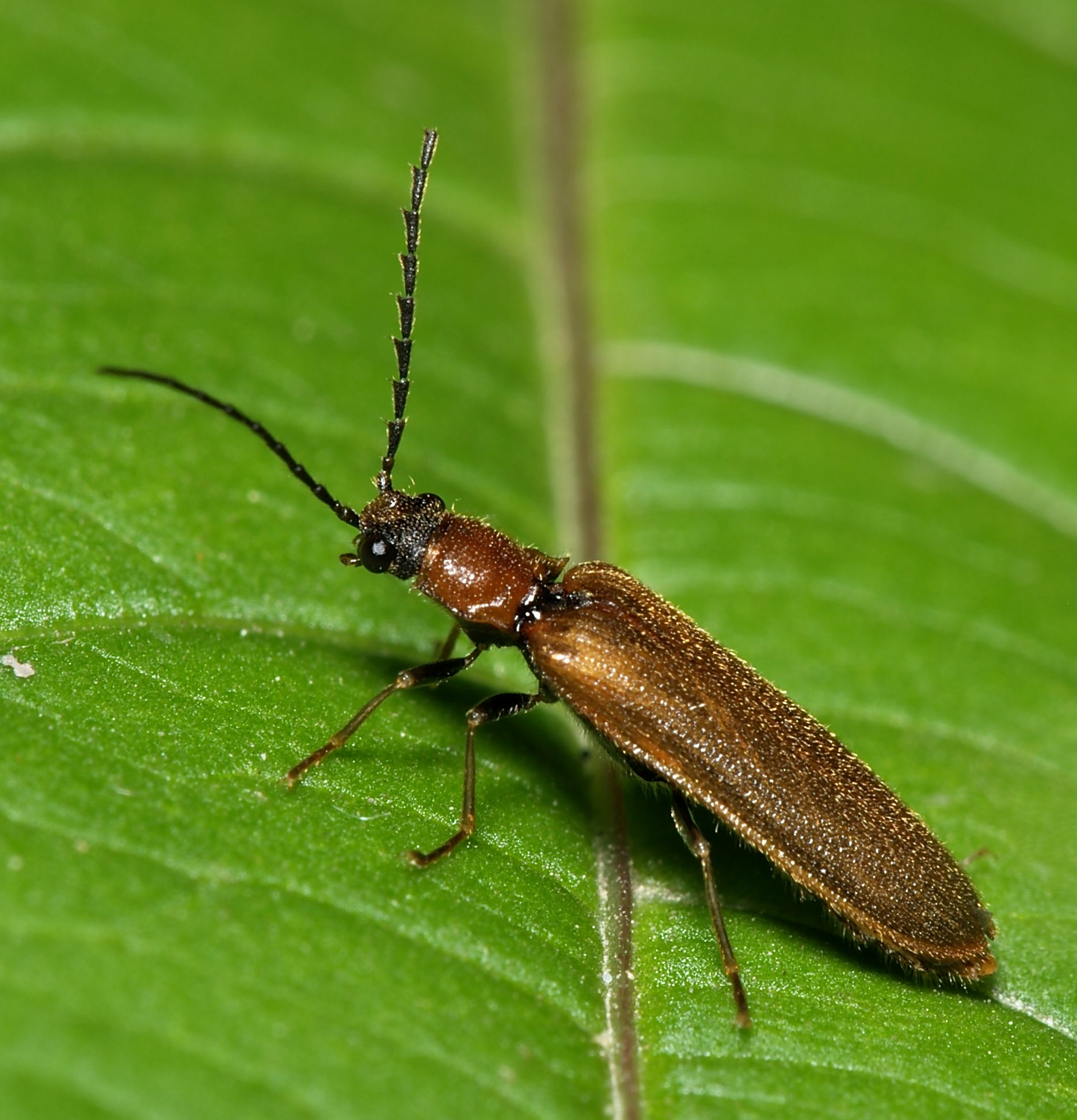
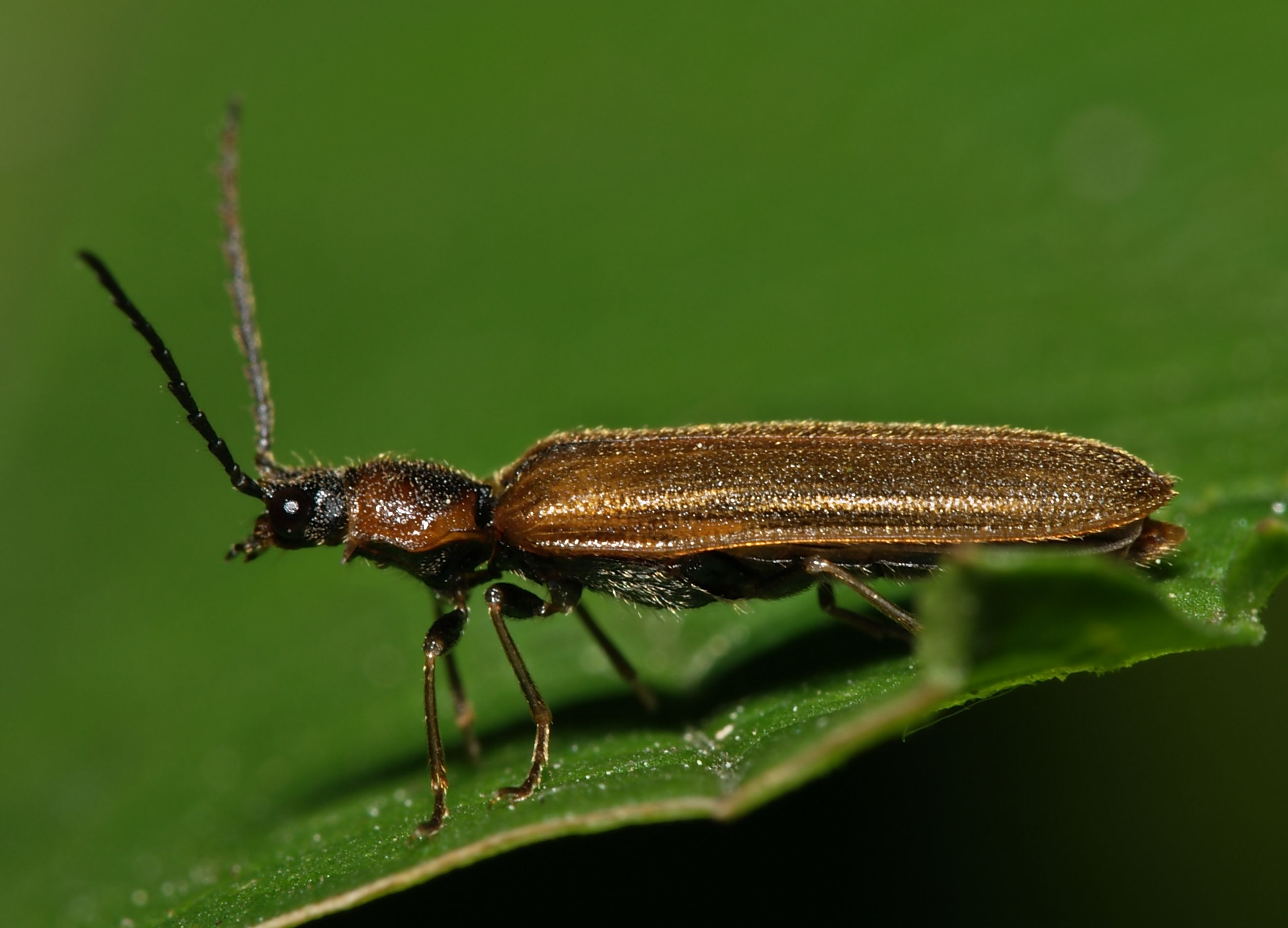
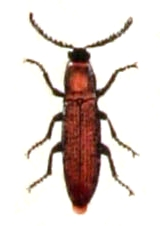
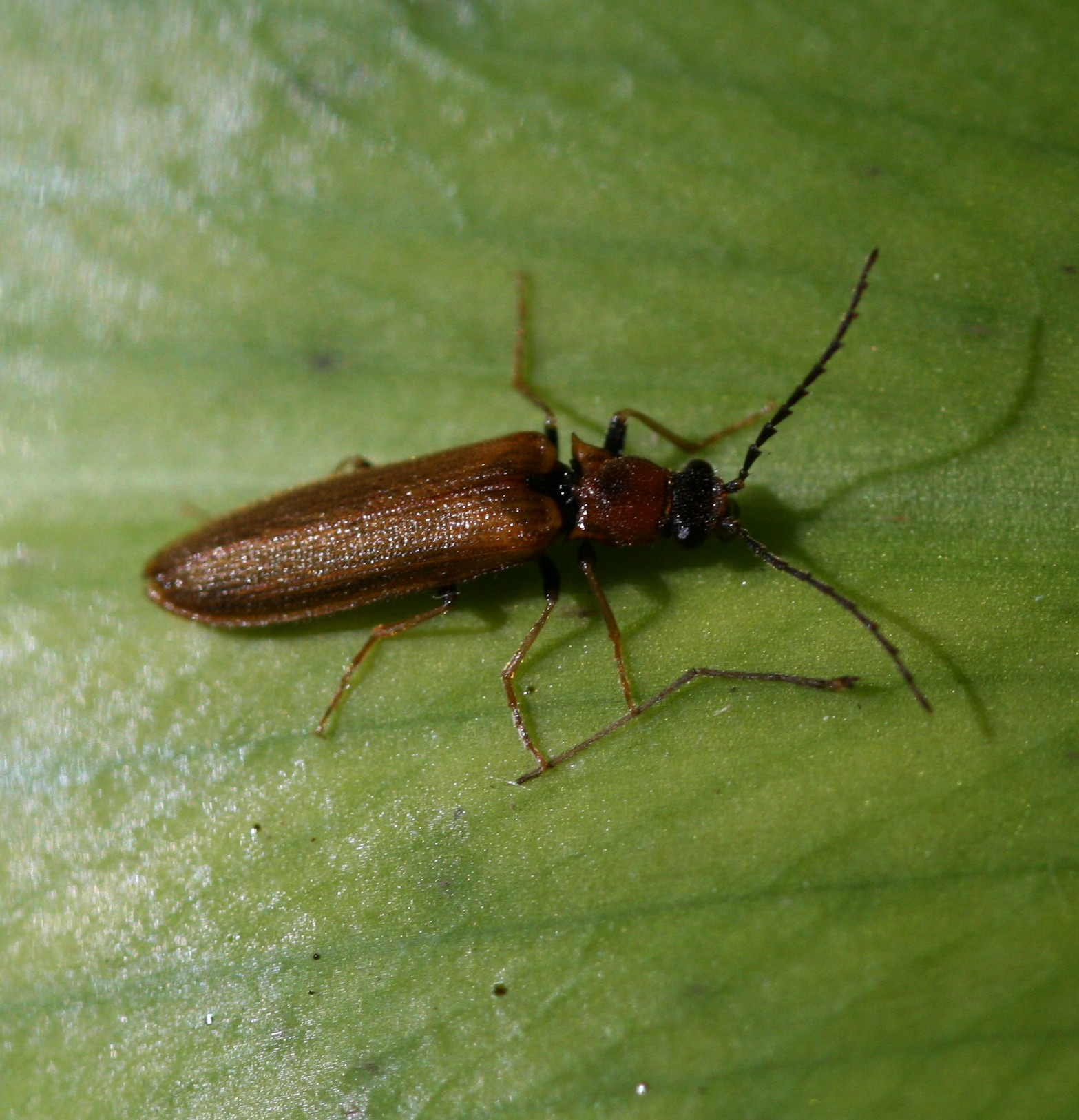
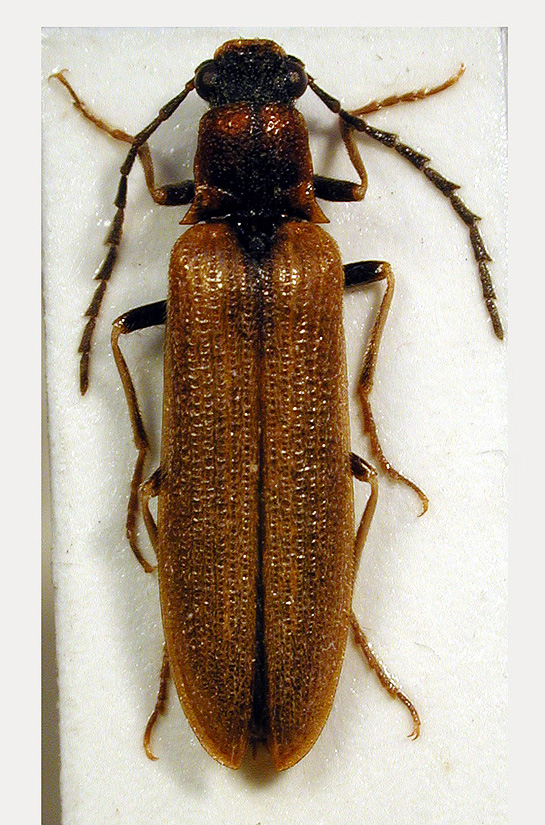